# Flora Sandes
Flora Sandes (n. 22 ianuarie 1876 - d. 24 noiembrie 1956) a fost (oficial) singura femeie britanică ce a luptat ca militar în Primul Război Mondial.
A început ca asistentă medicală în cadrul St. John Ambulance, a ajuns în Serbia și s-a înrolat în armata locală.
A ajuns la gradul de caporal.
Într-un moment de luptă corp la corp, a fost rănită de o grenadă.
I s-a acordat cea mai înaltă distincție militară a armatei Serbiei, Ordinul Steaua Karađorđe, după care a primit gradul de sergent-major.
În 1916 și-a publicat autobiografia: An English Woman-Sergeant in the Serbian Army ("O femeie sergent în armata sârbă").
Din cauza rănilor, se retrage din război rămânând o perioadă în spital.
La trecere în rezervă, obține gradul de căpitan.
1. 1 2  A Historical Dictionary of British Women
2. 1 2  Flora Sandes, SNAC, accesat în 9 octombrie 2017
3. ↑  Oxford Dictionary of National Biography
4. ↑  Czech National Authority Database, accesat în 1 martie 2022